# Arab Women's Association of Palestine

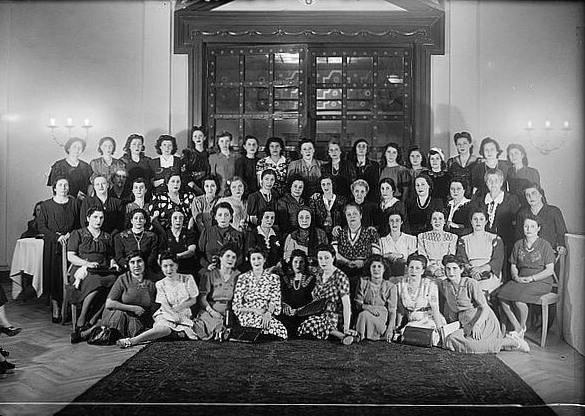
Arab Women's Association, Jerusalem, 1929

Arab Women's Association of Palestine (AWA) var en palestinsk kvinnoförening, grundad 1929.
I det Brittiska Palestinamandatet utövade britterna en policy av så kallat "conscious colonial policy", vilket innebar att inte störa status quo alltför mycket ifråga om kultur för att inte skapa oro, samtidigt som man genom sociala program önskade modernisera kvinnor och barns rättigheter.
Olika västerländska missionärsskolor hade sedan 1800-talets andra hälft försett arabiska överklassdöttrar med modern utbildning, och under 1920-talet bröts den traditionella könssegregationen alltmer då kvinnor ur den arabiska medel-och överklassen av sina familjer tilläts utbilda sig, visa sig utan slöja och i vissa fall även arbeta som till exempel lärare.
Arab Women's Executive Committee (AWE) grundades som en del av den palestinska nationaliströrelsen mot britterna. Denna arrangerade senare samma år First Palestine Arab Women's Congress eller First Arab Women's Congress i Jerusalem, vilken var den första kvinnokongressen i Arabvärlden och följdes av First Eastern Women's Congress. På denna grundades Arab Women's Association of Palestine (AWA). 
Dess grundarmedlemmar var Wahida al-Khalidi (ordförande), Matiel Mogannam och Katrin Deeb (sekreterare), Shahinda Duzdar (kassör), Naʿimiti al-Husayni, Tarab Abd al-Hadi, Mary Shihada, Anisa al-Khadra, Khadija al-Husayni, Diya al Nashashibi, Melia Sakakini, Zlikha al-Shihabi, Kamil Budayri, Fatima al-Husayni, Zahiya al Nashashibi och Saʿdiyya al-Alami. Medlemmarna kom som regel ur palestinska över- och medelklassfamiljer, hade västerländsk utbildning och bar inte slöja, utan menade i likhet med dåvarande modernistiska arabnationalister att kvinnor borde få samma rättigheter som män för att kunna bidra till en framtida självständig stats framgång, och beskrivs som tillhörande en minoritet palestinska nya kvinnor.
AWA hade 1933 filialer i 14 orter i Palestina. År 1938 deltog AWA i Eastern Women’s Conference for the Defense of Palestine, som arrangerades av Egyptian Feminist Union i Kairo. På Arab Women's Congress of 1944 splittrades AWA och dess utbrytargrupp bildade Arab Women’s Union (AWU) (Arab Feminist Union). 
Under staten Israels grundande 1947 upphörde AWA:s verksamhet. Den återuppstod dock 1965, nu främst som en välgörenhetsförening.